# Teleologische Ethik
Die teleologische Ethik (von gr. télos „Ziel“) basiert auf der Grundidee, dass Lebewesen (also auch der Mensch) naturgegebene Ziele verfolgen bzw. Zwecke beabsichtigen. Wenn solche Zwecke existieren, setzen sie zum Beispiel der „Benutzung“ der Lebewesen Grenzen und begründen ein weitgehendes Recht auf Unverletzbarkeit u. Ä. Der Nachweis für deren Existenz bzw. die Begründung für die Einhaltung der daraus folgenden Grenzen ist u. a. Aufgabe der teleologischen Ethik. Dadurch ist u. a. eine Möglichkeit gegeben, eine ökologische Ethik philosophisch zu begründen.
Des Weiteren bezeichnet man Ethiken als teleologisch, wenn diese eine moralische Bewertung nur anhand der herbeigeführten Zustände unternehmen. Die utilitaristische Ethik vertritt ein solches Modell, wenngleich es auch hier Bestrebungen gibt, den Utilitarismus um die Einbeziehung von Handlungsmotiven zu erweitern.

## Richtungen
Es gibt mehrere unterscheidbare teleologische Konzepte:
- Hedonismus
- Eudämonismus
- Machiavellismus
- Ethischer Egoismus
- Utilitarismus

## Begrifflichkeit
Der Begriff „teleologische Ethik“ wird heute zumeist vermieden. Denn er benutzt eine aristotelische Bezeichnung, um eine nicht aristotelische Philosophieströmung (Konsequenzialismus) zu beschreiben. Der Begriff passt nach Auffassung von Aristotelikern viel eher auf die Ethik des Aristoteles und schließt in dieser Sichtweise den Konsequenzialismus geradezu aus. Gemäß Aristoteles sind die vernunftbegabten Lebewesen dadurch besonders ausgezeichnet, dass sie in der Lage sind, sich selber Ziele zu setzen. Dadurch werden sie erst zu ethischem Handeln fähig. Grundlage der Ethik ist hier das Ziel (Telos). In diesem Sinne ist die aristotelische Ethik im wörtlichen Sinne auf hervorragende Weise eine „teleologische Ethik“.
Die Anhänger des Konsequenzialismus haben richtig beobachtet, dass Aristoteles die Ziele in ähnlicher Weise ordnet, wie sie selbst die Konsequenzen. Daher wollten sie ein Band zur aristotelischen Teleologie knüpfen. Allerdings versteht Aristoteles unter dem „Ziel“ nicht eine Konsequenz (also eine Wirkung), sondern eine Ursache. Daraus ergibt sich ein erheblicher Unterschied zur konsequenzialistischen Ethik.

## Wirkungsordnung
Der Konsequenzialismus, der den Begriff der „teleologischen Ethik“ für sich beansprucht, ist eine Wirkungsordnung. Der ethische Gehalt einer Handlung, die Güte, wird bestimmt aus den Konsequenzen, die eine Handlung nach sich zieht. Für die Entscheidungsfindung ist es natürlich unmöglich, die tatsächlichen Folgen der Handlung zu kennen, daher sind für Konsequentialisten de facto die nach bestem Wissen wahrscheinlichen Handlungsfolgen das tatsächliche Entscheidungskriterium. Das Handeln kann aber ein sehr komplexes Gebilde von Konsequenzen nach sich ziehen, das kaum mehr zu überschauen ist. Daher rät z. B. R. M. Hare dazu, sich nicht an Einzelhandlungen, sondern vorwiegend an allgemeinen Handlungsmaximen, standardisierten Handlungstypen, allgemein verbreiteten Handlungsweisen, Traditionen und Konventionen zu orientieren, deren Konsequenzen naturgesetzesähnlich voraussehbar sind. Diese Konsequenzen sind von hoher Bedeutung.

## Ursachenordnung
Dies scheint der Teleologie des Aristoteles zu gleichen. Auch die Ziele, welche Aristoteles im Auge hat, sind auf die Konsequenzen ausgerichtet, welche das Handeln letztlich hat. Ziel sind sie aber nur insofern, als sie von einem verstandesbegabten Lebewesen bewusst intendiert werden. So bestimmen sie die Handlung, deren Ursache sie sind. Die Konsequenzen, die sich nachträglich aus der Handlung ergeben, sind damit für den ethischen Gehalt der Handlung nicht unmittelbar bestimmend, sondern die Absicht, welche zum Zeitpunkt der Handlung feststeht. Im aristotelischen Sinne verfügt der Handelnde zum Zeitpunkt seines Akts über alle Mittel, den ethischen Gehalt seiner Handlung selbst willentlich zu bestimmen. Dies ist nur möglich, wenn eine Handlung aufgrund ihrer Struktur in einem bestimmten Kontext bewertet werden kann, unabhängig von den Konsequenzen. Es ist aber offensichtlich, dass die Güte einer individuellen Handlung kategorial nicht vollständig erfasst werden kann (da die Finalität transzendent ist). Hingegen ist eine strukturelle Bewertung möglich bei der Beurteilung der Mängel einer Handlung. Auf dem Hintergrund des ethischen Intellektualismus des Aristoteles, bleibt fraglich, welchen Raum er dem Streben des Willens lässt. Die scholastischen Moralsysteme befassen sich mit der Frage, wieweit dem Streben des Willens im Rahmen der Vernunft ein Spielraum eingeräumt werden kann, zur Bestimmung der individuellen Handlung.

## Deontologie
So befindet sich die aristotelische Teleologie zwischen einem objektivistischen Konsequentialismus und der kantianischen Deontologie, die den ethischen Gehalt einer Handlung aus Pflichtvorgaben bestimmt. Das aristotelische Ziel ist auf eine ontologische Veränderung der Wirklichkeit ausgerichtet, deren Bewertung objektiven Maßstäben zugänglich ist. Die Deontologie ist eher auf Regeln und Normen bzw. moralische (nicht juridische) Gesetze ausgerichtet, d. h., das Handeln selbst wird betrachtet.